# Crepicardus niger
Crepicardus niger – gatunek chrząszczy z rodziny sprężykowatych i plemienia Crepidomenini.

## Taksonomia
Gatunek został opisany w 1895 przez E. Candèze'a. W rodzaju Crepicardus tworzy wraz z C. candezei, C. raffrayi i C. puncticollis grupę gatunkową candezei.

## Występowanie
Gatunek jest endemitem Madagaskaru.